# (1110) Jaroslawa
(1110) Jaroslawa ist ein Asteroid des Hauptgürtels, der am 10. August 1928 vom russischen Astronomen Grigori Nikolajewitsch Neuimin in Simejis entdeckt wurde.
Der Asteroid ist nach der russischen Stadt Jaroslawl benannt.